# Liste des hôtels particuliers de Belgique
 (juin 2021).
 (juin 2023).
Si vous disposez d'ouvrages ou d'articles de référence ou si vous connaissez des sites web de qualité traitant du thème abordé ici, merci de compléter l'article en donnant les références utiles à sa vérifiabilité et en les liant à la section « Notes et références ».
La liste des hôtels particuliers de Belgique reprend l'ensemble des hôtels particuliers.

## Bruxelles-Capitale
| Nom                | Adresse                                            | Classé                        | Propriétaire                        | Style       | Localisation |
| ------------------ | -------------------------------------------------- | ----------------------------- | ----------------------------------- | ----------- | ------------ |
| Hôtel de Brouckère | Rue Jacques Jordaens n°34 1000 Bruxelles           | Patrimoine classé (1997)      | Florence de Brouckère               | Art nouveau |              |
| Hôtel de Meeûs     | Bld. Brand Whitlock n°6 1150 Woluwe-Saint-Pierre   | Inscrit à l’inventaire (2024) | Comte Edouard de Meeûs d'Argenteuil | Beaux-Arts  |              |
| Hôtel Otlet        | Rue de Florence n°13 1000 Bruxelles                | Patrimoine classé (1984)      | Paul Otlet                          | Art nouveau |              |
| Hôtel d'Oultremont | Bld. Brand Whitlock n°6 1150 Woluwe-Saint-Pierre   | Inscrit à l’inventaire (2024) | Comte Herman d'Oultremont           | Beaux-Arts  |              |
| Hôtel Vaxelaire    | Av. de l'Astronomie n°9 1210 Saint-Josse-ten-Noode | Patrimoine classé (1989)      | Baron Raymond Vaxelaire             | Beaux-Arts  |              |

## Province du Brabant wallon
| Nom                 | Commune  | Note | Siècle       | Localisation                       |
| ------------------- | -------- | --- | ------------ | ---------------------------------- |
| - Hôtel Biourge     | Nivelles | |              |                                    |
| - Hôtel de Le Hoye  | Nivelles | |              |                                    |
| - Hôtel de Juzaine  | Nivelles | |              |                                    |
| - Hôtel de Marcq    | Nivelles | | XVIIe siècle | Rue des Canonniers 2 1400 Nivelles |
| - Hôtel de Rifflart | Nivelles | Hôtel particulier | XVIè Siècle  | 21 rue de Soignies 1400 Nivelles   |
| - Hôtel de Wargny   | Nivelles | Hôtel particulier ayant appartenu aux chevaliers de Wargny, remonte à la fin du XVIIe siècle et qui a été complètement réaménagé au tout début du 19e siècle dans un style néo-classique. | XVIIe siècle | Rue de Charleroi 2 1400 Nivelles   |
| - Hôtel de Wemmel   | Nivelles | |              |                                    |

## Province du Hainaut
| Nom              | Commune | Note | Siècle | Localisation |
| ---------------- | ------- | ---- | ------ | ------------ |
| - Hôtel Durieu   | Beloeil |      |        |              |
| - Hôtel Guérin   | Boussu  |      |        |              |
| - Hôtel Jacquier | Chimay  |      |        |              |
| - Hôtel Savary   | Chimay  |      |        |              |

## Liège
| Nom                | Adresse                         | Classé                   | Propriétaire                       | Style         | Localisation |
| ------------------ | ------------------------------- | ------------------------ | ---------------------------------- | ------------- | ------------ |
| Hôtel d'Ansembourg | Rue Feronstrée n°114 4000 Liège | Patrimoine classé (1941) | Comte Joseph d'Ansembourg          | Baroque mosan |              |
| Hôtel de Grady     | Rue Hors-Château n°5 4000 Liège | Patrimoine classé (1941) | Chevalier Henri de Grady de Horion | Classique     |              |

| Nom                              | Blason | Note | Classé                                           | Epoque        | Localisation                             |
| -------------------------------- | ------ | --- | ------------------------------------------------ | ------------- | ---------------------------------------- |
| - Hôtel de Donnea                |        | En face de l'église Saint-Jean, belle maison bourgeoise de style classique, de plan en L, édifiée dans le 3e quart du 18e siècle pour le chanoine de Donnea. | X                                                | XVIIIe siècle | Place Xavier-Neujean n°37 4000 - Liège   |
| - Hôtel de Grady                 |        | Hôtel particulier ayant appartenu aux chevalier de Grady de Horion, chevalier du Saint-Empire. Il fut notamment habité par le chevalier Charles-Antoine de Grady, évêque de Liège. | Patrimoine classé (1988)                         | XVIIe siècle  | Rue Saint-Pierre n°13 4000 - Liège       |
| - Hôtel de Grady de Bellaire     |        | Hôtel particulier ayant appartenu aux chevalier de Grady de Bellaire, chevalier du Saint-Empire, branche cadette des chevalier de Grady de Horion. | X                                                | XVIIIe siècle | Rue Agimont n°9 4000 - Liège             |
| - Hôtel de Méan                  |        | Hôtel particulier qui appartenait aux comtes de Méan. | X                                                | XVIIe siècle  | Rue du Mont-Saint-Martin n°13 4000 Liège |
| - Hôtel Baar-Lecharlier          |        | |                                                  |               |                                          |
| - Hôtel Baral                    |        | |                                                  |               |                                          |
| - Hôtel van der Beke             |        | |                                                  |               |                                          |
| - Hôtel Chaudoir-Delbouille      |        | |                                                  |               |                                          |
| - Hôtel de Clercx d'Aigremont    |        | |                                                  |               |                                          |
| - Hôtel de Copis                 |        | |                                                  |               |                                          |
| - Hôtel de Crassier              |        | | Patrimoine classé (1995, no 92094-CLT-0187-01) · |               |                                          |
| - Hôtel Deslins                  |        | |                                                  |               |                                          |
| - Hôtel de Donceel               |        | |                                                  |               |                                          |
| - Hôtel Dounen                   |        | |                                                  |               |                                          |
| - Hôtel d'Elderen                |        | |                                                  |               |                                          |
| - Hôtel de Fabribeckers          |        | |                                                  |               |                                          |
| - Hôtel Frankinet                |        | |                                                  |               |                                          |
| - Hôtel de Francquen             |        | |                                                  |               |                                          |
| - Hôtel Havart                   |        | |                                                  |               |                                          |
| - Hôtel de Haxhe                 |        | |                                                  |               |                                          |
| - Hôtel de Hayme de Bomal        |        | |                                                  |               |                                          |
| - Hôtel de Heeswyck              |        | |                                                  |               |                                          |
| - Hôtel Jaminet                  |        | |                                                  |               |                                          |
| - Hôtel de Laminne               |        | Façade de style Régence datant du troisième quart du 18e siècle, provenant du Vinâve d'Île. Elle fut démontée et remontée au milieu du 19e siècle, à la suite du percement de la rue Cathédrale qui occasionna la démolition de l'hôtel. Large façade encadrée de chaînes à refends et reposant sur un soubassement de calcaire. Les sept travées s'élèvent sur trois niveaux couronnés par des corniches moulurées. Baies à linteau bombé aux deux premiers niveaux, rectangulaires au dernier. Clés ornées de rocailles et encadrements moulurés. La travée centrale en léger ressaut, limitée par des refends, est percée d'un portail en plein cintre à clé passante et encadrement mouluré. Elle est surmontée d'une porte-fenêtre encadrée d'ailerons et précédée d'un balcon en fer forgé, frappé des lettres MRH, et porté par des consoles ornées de feuilles d'acanthe. Toiture soulignée par une corniche de calcaire en gorge. |                                                  | XVIIIe siècle | Rue des Augustins 42-44 4000 Liège       |
| - Hôtel de Lantremange           |        | |                                                  |               |                                          |
| - Hôtel de Laveley               |        | |                                                  |               |                                          |
| - Hôtel Lhonneux                 |        | |                                                  |               |                                          |
| - Hôtel de Loets de Trixhe       |        | |                                                  |               |                                          |
| - Hôtel de Lonneux de Huy        |        | |                                                  |               |                                          |
| - Hôtel Moxhon                   |        | |                                                  |               |                                          |
| - Hôtel de Noisdans              |        | |                                                  |               |                                          |
| - Hôtel de Posson                |        | |                                                  |               |                                          |
| - Hôtel de Potesta               |        | |                                                  |               |                                          |
| - Hôtel Ransonnet                |        | |                                                  |               |                                          |
| - Hôtel de Renesse               |        | |                                                  |               |                                          |
| - Hôtel Rigo                     |        | |                                                  |               |                                          |
| - Hôtel Sauvage                  |        | |                                                  |               |                                          |
| - Hôtel de Selys Longchamps      |        | |                                                  |               |                                          |
| - Hôtel de Slus                  |        | |                                                  |               |                                          |
| - Hôtel van de Steen de Jehay    |        | |                                                  |               |                                          |
| - Hôtel de Stockhem              |        | |                                                  |               |                                          |
| - Hôtel Van der Maesen           |        | |                                                  |               |                                          |
| - Hôtel Vander Maesen            |        | |                                                  |               |                                          |
| - Hôtel de la Vaux des Brassines |        | |                                                  |               |                                          |
| - Hôtel de Wampe                 |        | |                                                  |               |                                          |
| - Hôtel de Warzée                |        | |                                                  |               |                                          |
| - Hôtel de Wilde                 |        | |                                                  |               |                                          |
| - Hôtel Wodon-Mereken            |        | |                                                  |               |                                          |
| - Hôtel de Woot de Tinlot        |        | |                                                  |               |                                          |

## Province de Namur
| Nom                 | Blason | Note | Classé                   | Epoque        | Localisation                             |
| ------------------- | ------ | --- | ------------------------ | ------------- | ---------------------------------------- |
| - Hôtel de Beaufort |        | Hôtel particulier ayant appartenu aux ducs de Beaufort-Spontin, solide et large volume néo-classique enduit et peint, du 2e tiers du 19e siècle.                                                                              | X                        | XIXe siècle   | Rue de Bruxelles n°53 5000 Namur         |
| - Hôtel de Veyder   |        | Très grand hôtel particulier d'esprit classique, en brique et calcaire, construit en 1760 pour Pierre-François Rasquin, bourgmestre de Namur.                                                                                 | Patrimoine classé (1979) | XVIIIe siècle | Rue de Bruxelles n°55 5000 - Namur       |
| - Hôtel de Wasseige |        | Hôtel Wasseige. Réunion de trois maisons de la 1re moitié du 18e siècle, partiellement visibles en façade arrière, et érigées en hôtel particulier, lequel est remanié par Jules Lalière en 1912 pour Maximilien de Wasseige. | X                        | XVIIIe siècle | Rue Joseph Saintraint n°6-8 5000 - Namur |

| Nom                            | Commune | Note | Siècle        | Localisation                         |
| ------------------------------ | ------- | --- | ------------- | ------------------------------------ |
| - Hôtel de Baré                | Namur   | Patrimoine classé (1977, no 2094-CLT-0083-01) - Hôtel particulier ayant appartenu aux vicomtes de Baré de Comogne, restauré entre 1976-1981 par Georges Gyömörey.                       | XVIIIe siècle | Rue des Brasseurs 170 5000 Namur     |
| - Hôtel Bastien                | Namur   | Patrimoine classé (2021, no 92094-CLT-0241-01) · |               |                                      |
| - Hôtel Bequet                 | Namur   | Patrimoine classé (2021, no 92094-CLT-0241-01) · |               |                                      |
| - Hôtel le Bidart              | Namur   | Patrimoine classé (1995, no 92094-CLT-0187-01) · |               |                                      |
| - Hôtel Blockhausen            | Namur   | Patrimoine classé (1995, no 92094-CLT-0187-01) · |               |                                      |
| - Hôtel Cuvelier               | Namur   | Patrimoine classé (1995, no 92094-CLT-0187-01) · |               |                                      |
| - Hôtel Darrigade              | Namur   | |               |                                      |
| - Hôtel Douxchamps             | Namur   | |               |                                      |
| - Hôtel de Kessel              | Namur   | Hôtel particulier ayant appartenu aux barons de Kessel, construit en brique et calcaire, de style classique du 18e siècle.                                                              | XVIIe siècle  | Rue des Brasseurs 104-110 5000 Namur |
| - Hôtel de Keyser              | Namur   | Patrimoine classé (1978, no 92094-CLT-0086-01) - Construit par le receveur de l'État ecclésiastique, de Keyser, hôtel particulier en brique peinte et calcaire, début 18e siècle.       | XVIIIe siècle | Rue des Brasseurs 172-174 5000 Namur |
| - Hôtel de Fallais             | Namur   | |               |                                      |
| - Hôtel Fallon                 | Namur   | Hôtel particulier qui appartenait aux barons Fallon. | XVIIIe siècle | Rue du Collège 37 5000 Namur         |
| - Hôtel de Frahan              | Namur   | |               |                                      |
| - Hôtel de Francquen           | Namur   | |               |                                      |
| - Hôtel de Fraula              | Namur   | |               |                                      |
| - Hôtel de Gaiffier            | Namur   | |               | Place Saint-Aubain 1                 |
| - Hôtel de Groesbeeck          | Namur   | |               |                                      |
| - Hôtel de Groesbeeck-de-Croix | Namur   | Patrimoine classé (1934, no 92094-CLT-0014-01) |               |                                      |
| - Hôtel d'Hambraine            | Namur   | |               |                                      |
| - Hôtel d'Harscamps            | Namur   | |               |                                      |
| - Hôtel Huart                  | Namur   | |               |                                      |
| - Hôtel de Keyser              | Namur   | |               |                                      |
| - Hôtel Lamquet                | Namur   | |               |                                      |
| - Hôtel de Lemède de Waret     | Namur   | |               |                                      |
| - Hôtel Marotte                | Namur   | |               |                                      |
| - Hôtel Maurissens             | Namur   | |               |                                      |
| - Hôtel Mazure                 | Namur   | Hôtel classique en brique et calcaire sur soubassement de pierre appareillé, construit en 1742-1743 par la famille de Nicolas Bolvin et restauré en l'architect Roger Bastin en 1953.   | XVIIIe siècle | Rue de l'Arsenal 10 5000 Namur       |
| - Hôtel Megret                 | Namur   | |               |                                      |
| - Hôtel de Meldeman            | Namur   | |               |                                      |
| - Hôtel Mélot                  | Namur   | |               |                                      |
| - Hôtel Moniot                 | Namur   | |               |                                      |
| - Hôtel Monseu                 | Namur   | |               |                                      |
| - Hôtel de Montpellier         | Namur   | |               |                                      |
| - Hôtel Orban de Xivry         | Namur   | |               |                                      |
| - Hôtel Paubon                 | Namur   | Imposante maison d'angle en brique et calcaire, du milieu du 18e siècle, caractéristique par ses baies à linteau bombé frappé d'une clé, posant sur jambages à queues de pierre.        | XVIIIe siècle | Rue de Bruxelles 1 5000 Namur        |
| - Hôtel Pasquet d'Acosse       | Namur   | Patrimoine classé (1936, no 92094-CLT-0011-01) - À l'angle gauche de la descente vers la place Saint-Aubain, la rue permet de dater des environs de 1760.                               | XVIIIe siècle | Rue de Bruxelles 57 5000 Namur       |
| - Hôtel de Pierpont            | Namur   | |               |                                      |
| - Hôtel Présidial              | Namur   | |               |                                      |
| - Hôtel Propper                | Namur   | |               |                                      |
| - Hôtel Raymond                | Namur   | |               |                                      |
| - Hôtel Rops                   | Namur   | Patrimoine classé (1974, no 92094-CLT-0028-01) - Hôtel particulier ayant appartenu à la famille Rops, construit par Nicolas Cuvelier, président du Conseil provincial.                  | XVIIe siècle  | Rue des Brasseurs 175 5000 Namur     |
| - Hôtel Stassart               | Namur   | |               |                                      |
| - Hôtel Thibaut                | Namur   | |               |                                      |
| - Hôtel de Veyder              | Namur   | Patrimoine classé (1979, no 92094-CLT-0108-01) - Hôtel particulier ayant appartenu aux barons de Veyder-Malberg, très grand hôtel particulier d'esprit classique.                       | XVIIIe siècle | Rue de Bruxelles 55 5000 Namur       |
| - Hôtel de Wasseige            | Namur   | Patrimoine classé (1979, no 92094-CLT-0108-01) | XVIIIe siècle | Rue J. Saintraint 6-8 5000 Namur     |
| - Hôtel Wesmael                | Namur   | Patrimoine classé (1974, no 92094-CLT-0029-01) - Construit par Jean Thomas, échevin de la ville, hôtel particulier traditionnel en brique couverte d'un enduit d'imitation et calcaire. | XVIIe siècle  | Rue des Brasseurs 183 5000 Namur     |